# Buteo
Buteo este un gen de păsări răpitoare de talie medie până la mare, cu un corp robust și aripi largi. 28 de specii sunt răspândite în întreaga lume, cu excepția Australiei și Antarcticii, și se reproduc pe câteva insule izolate din Oceanul Atlantic și Oceanul Pacific. Se găsesc într-o varietate de habitate, de la păduri la tundră și stepă. Originea filogenetică a genului trebuie căutată în America de Sud, unde majoritatea speciilor trăiesc și astăzi.

## Taxonomie și sistematică
Genul Buteo a fost creat de naturalistul francez Bernard Germain de Lacépède în 1799 prin tautonimie⁠(d) cu numele specific al șorecarului comun Falco buteo, care fusese introdus de Carl Linnaeus în 1758.

### Specii
Genul conține 28 de specii:
- Buteo buteo (Linnaeus, 1758) – șorecar comun
- Buteo japonicus (Temminck & Schlegel, 1844) – șorecar japonez
- Buteo refectus (Portenko, 1935) – șorecar himalayan
- Buteo bannermani (Swann, 1919)
- Buteo socotraensis (Porter & Kirwan, 2010)
- Buteo jamaicensis (Gmelin, 1788) – șorecar cu coadă roșie
- Buteo rufinus (Cretzschmar, 1829) – șorecar mare
- Buteo lagopus (Pontoppidan, 1763) – șorecar încălțat
- Buteo regalis (Gray, 1844) – șoim regal
- Buteo lineatus (Gmelin, 1788) – șoim cu umeri roșii
- Buteo platypterus (Vieillot, 1823) – șoim cu aripi largi
- Buteo swainsoni (Bonaparte, 1838)
- Buteo ridgwayi (Cory, 1883)
- Buteo brachyurus (Vieillot, 1816) – șoim cu coada scurtă
- Buteo albigula (Philippi, 1899) – șoim cu gât alb
- Buteo galapagoensis (Gould, 1837) – șoim de Galapagos
- Buteo nitidus (Latham, 1790)
- Buteo plagiatus (Schlegel, 1862) – șoim cenușiu
- Buteo albonotatus (Kaup, 1847)
- Buteo solitarius (Peale, 1849) – șoim hawaian
- Buteo ventralis (Gould, 1837) – șoim cu coadă ruginie
- Buteo oreophilus (Hartert & Neumann, 1914) – șorecar de munte
- Buteo trizonatus (Rudebeck, 1957) – șorecar de pădure
- Buteo brachypterus (Hartlaub, 1860) – șorecar din Madagascar
- Buteo hemilasius (Temminck & Schlegel, 1844) – șorecar mongol
- Buteo auguralis (Salvadori, 1865) – șorecar cu gât roșu
- Buteo rufofuscus (Forster, 1798) – șorecar sud-african
- Buteo augur (Rüppell, 1836) – șorecar cu burtă albă

## Galerie

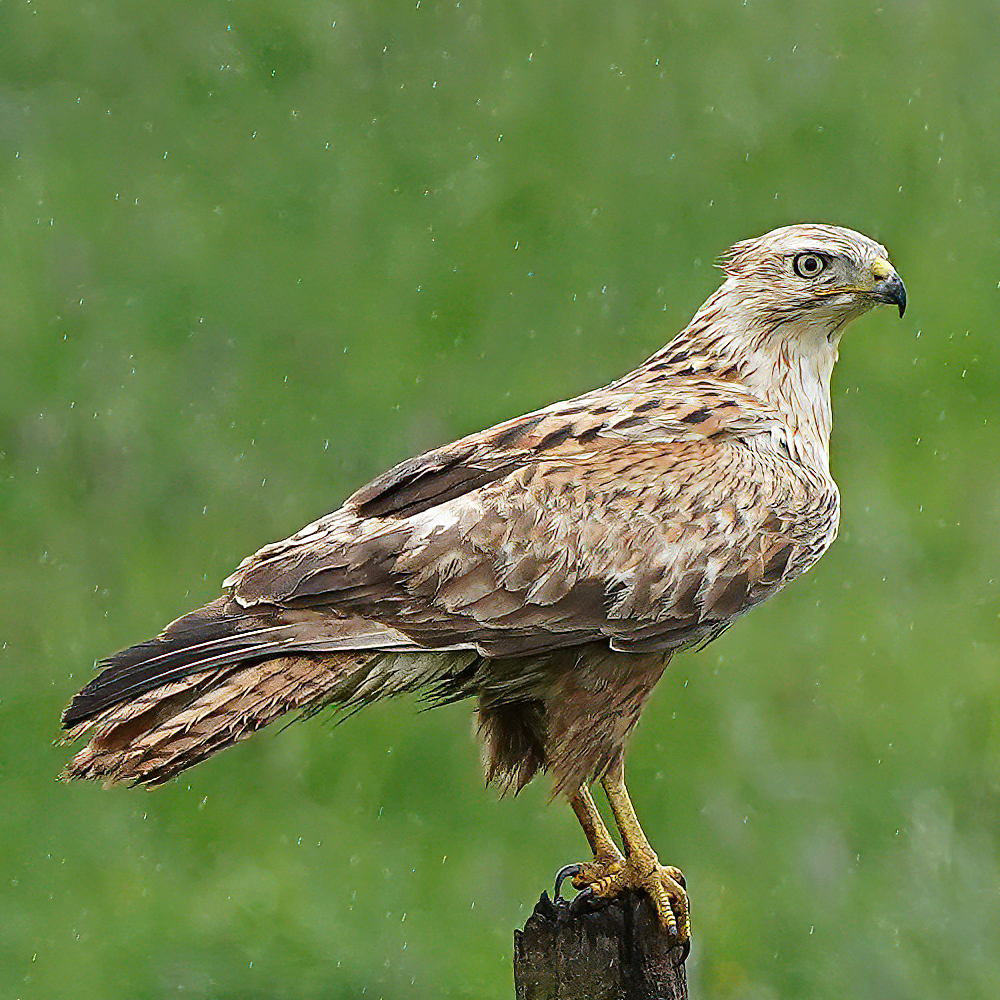
Șorecar mare
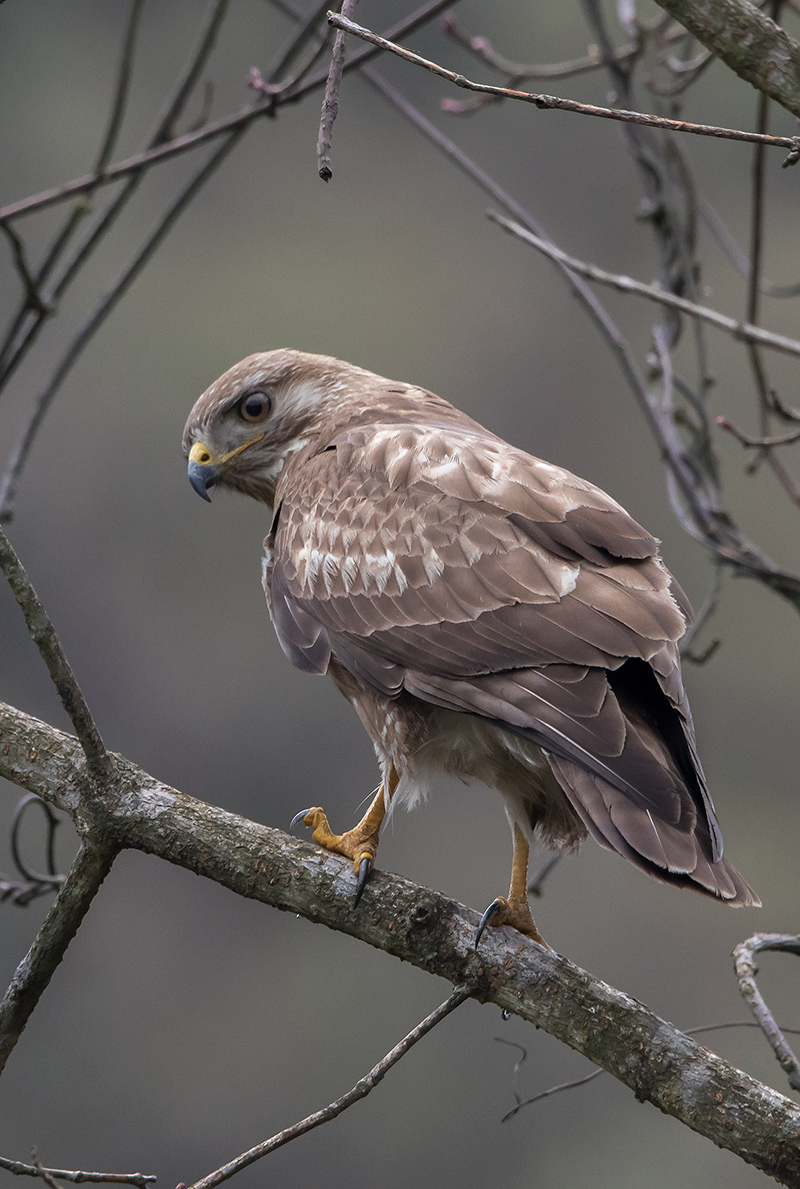
Șorecar himalayan
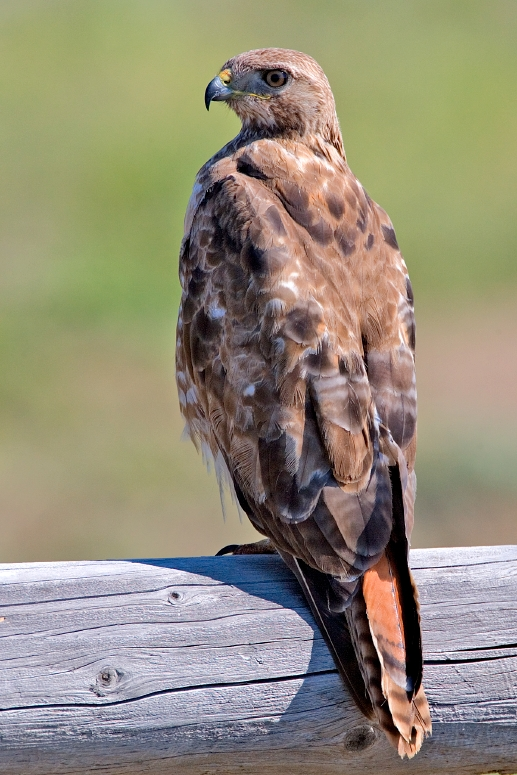
Șorecar cu coadă roșie
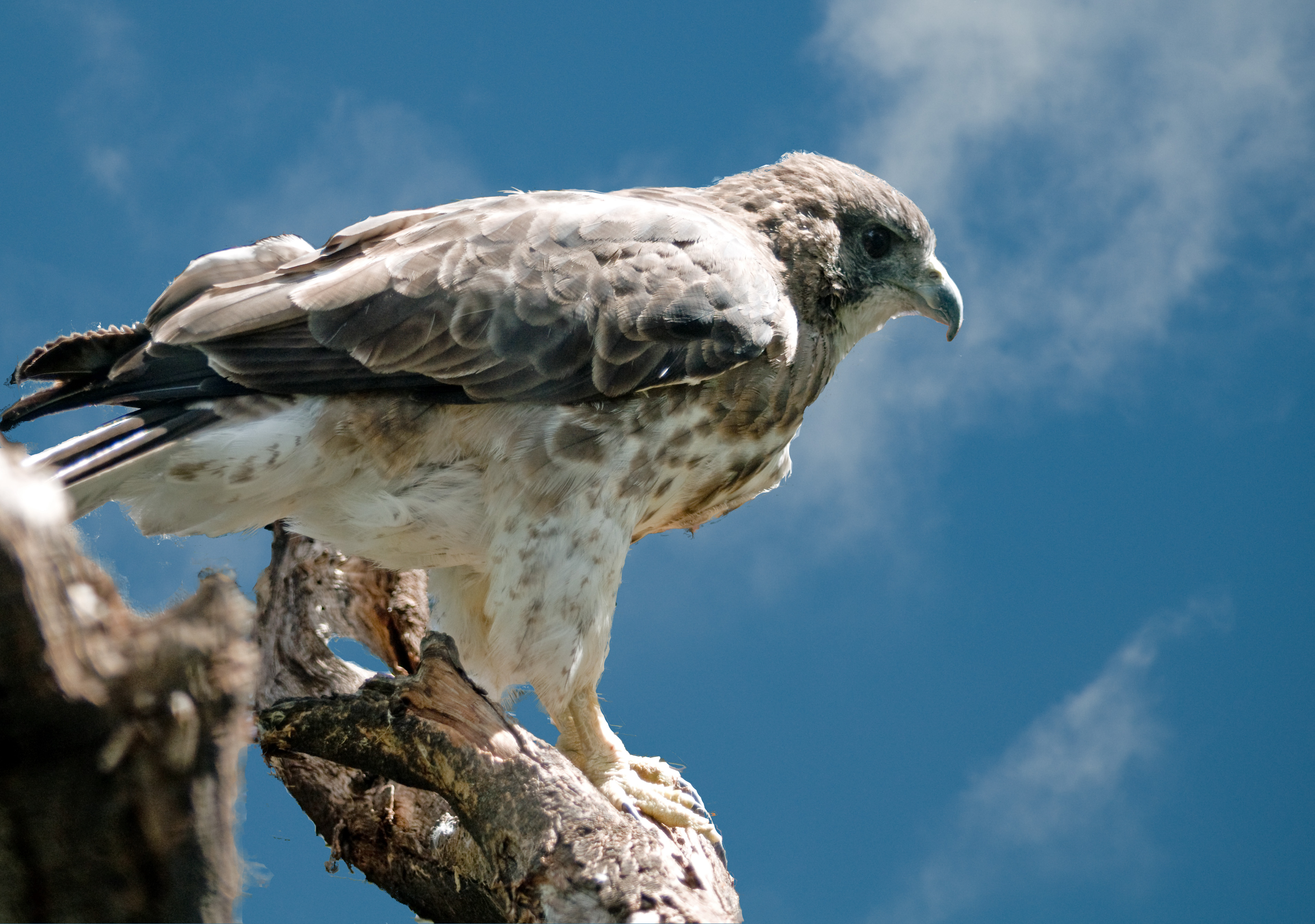
Șoim hawaian
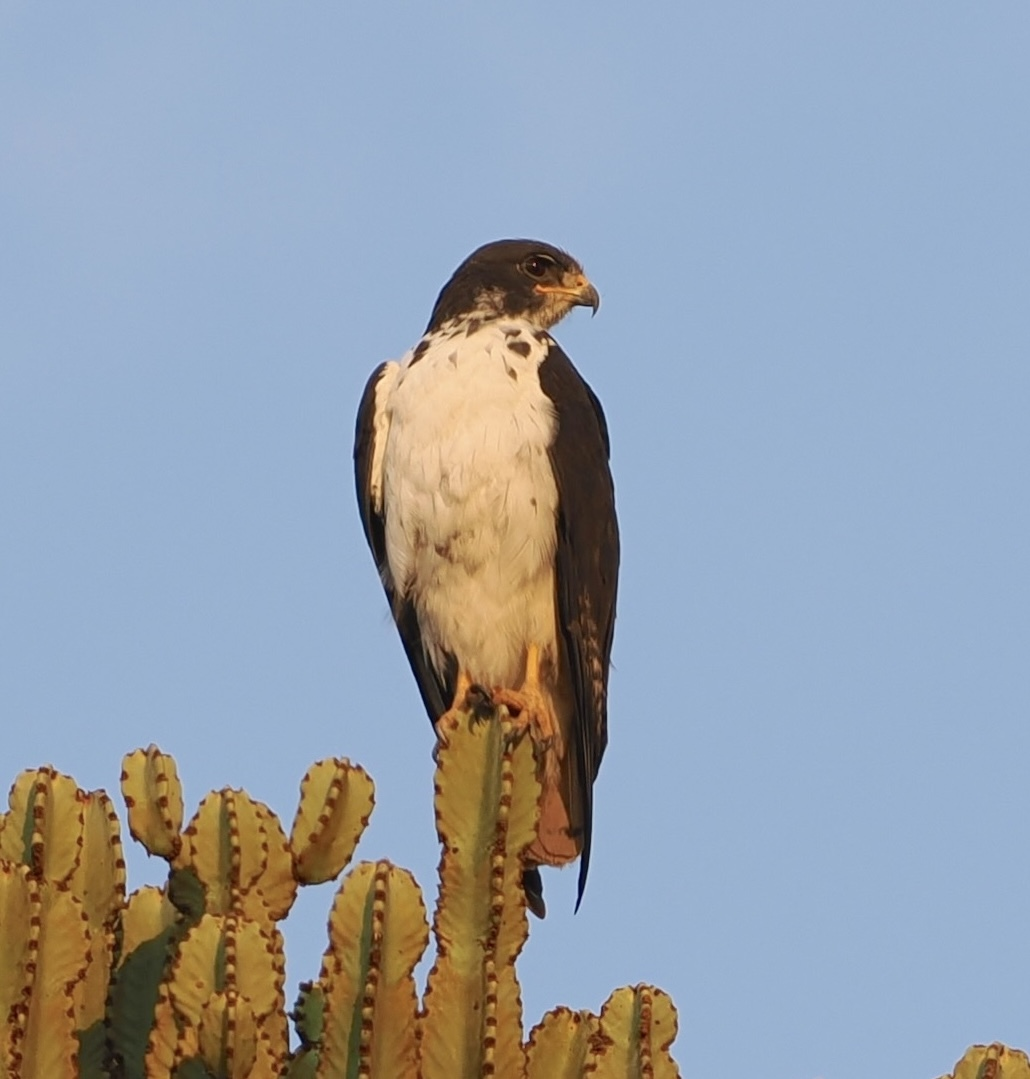
Șorecar cu burtă albă
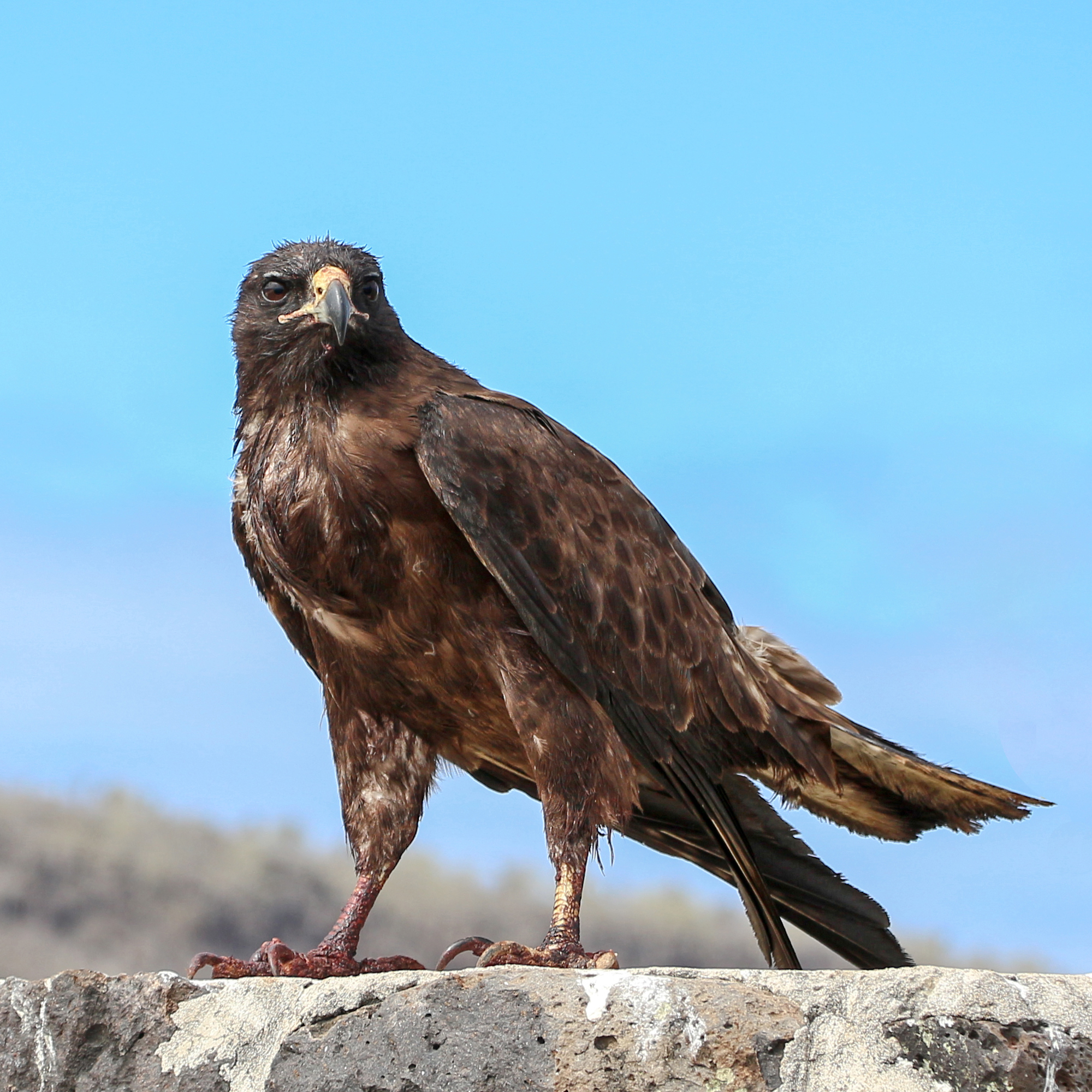
Șoim de Galapagos
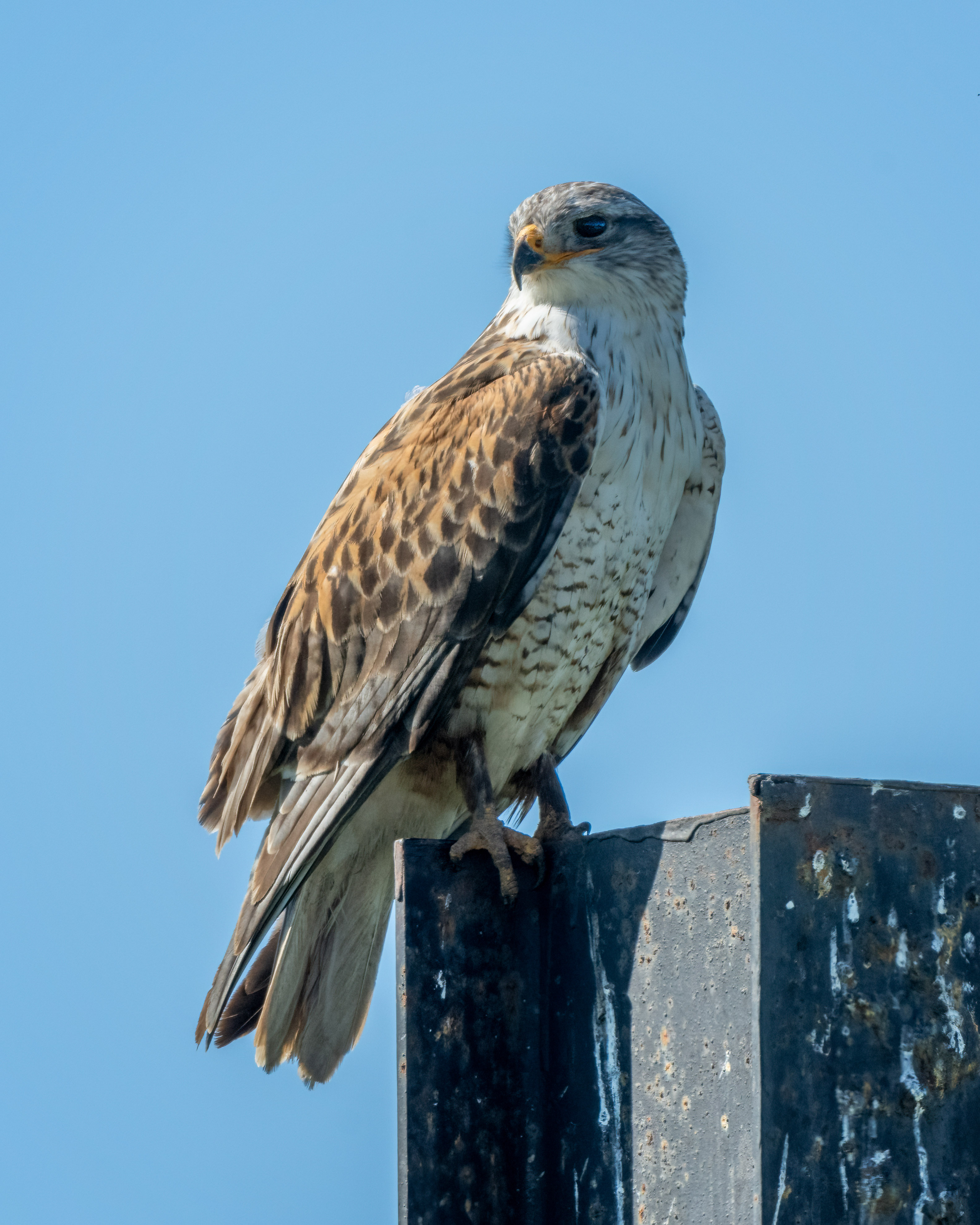
Șoim regal
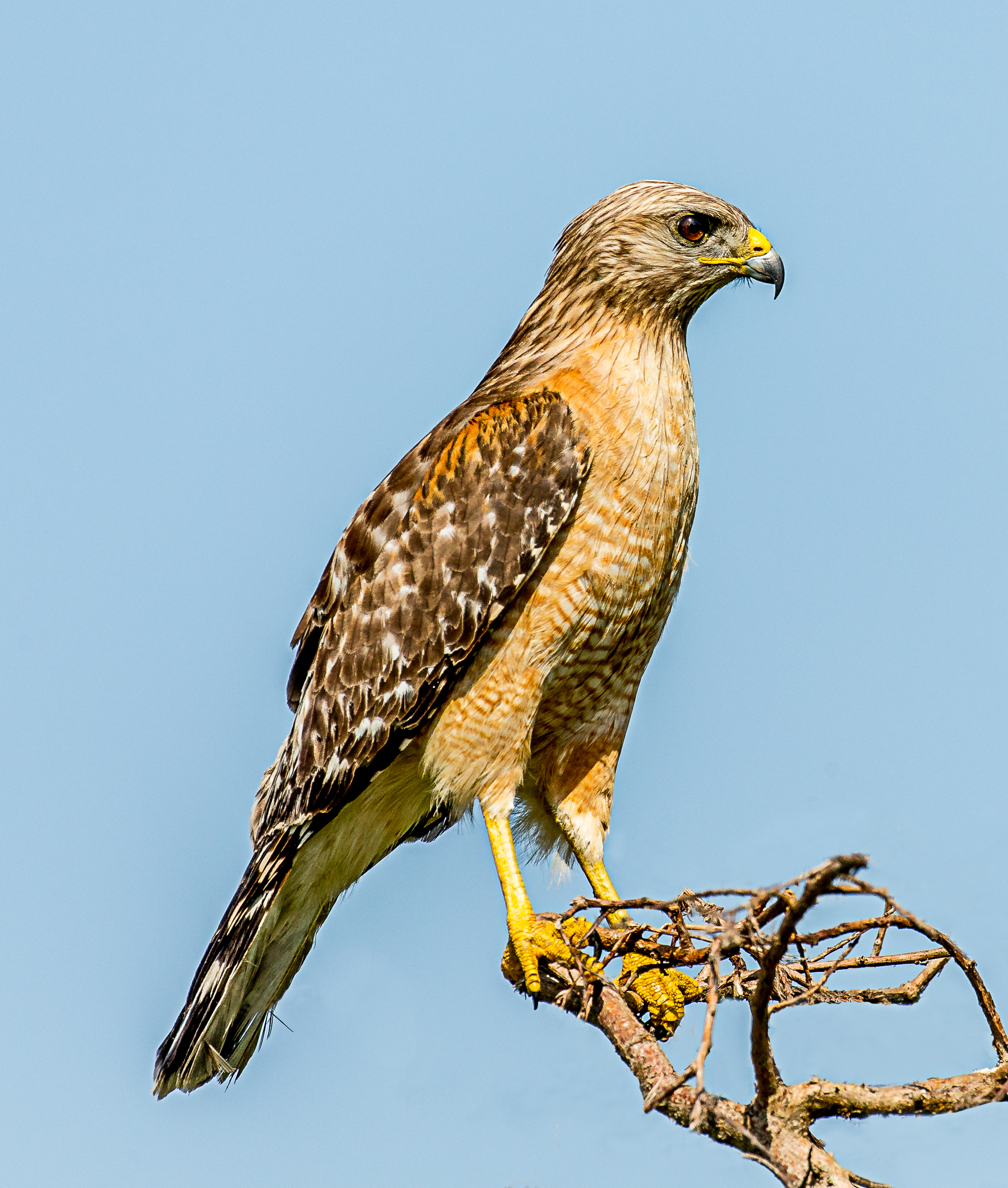
Șoim cu umeri roșii
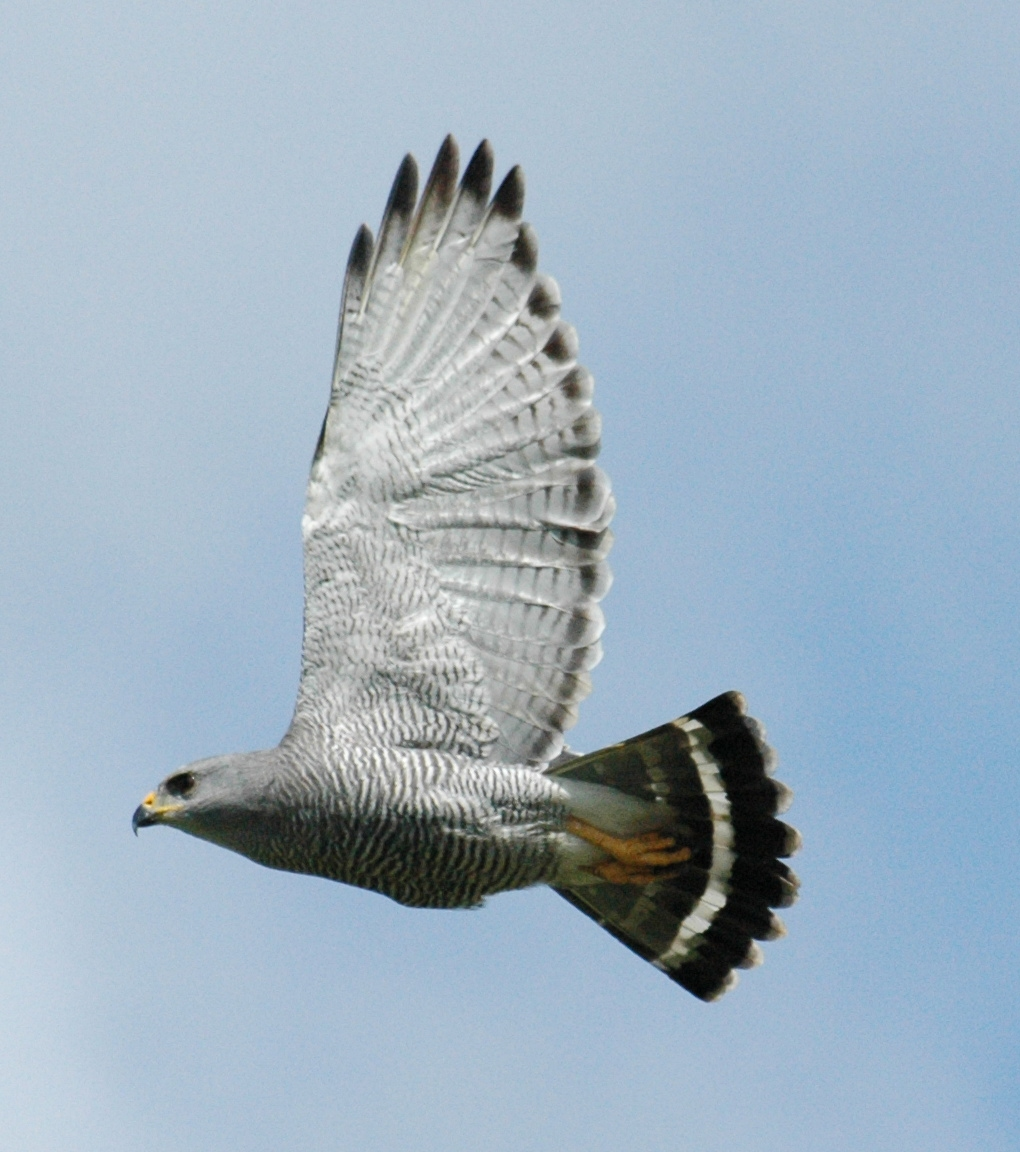
Șoim cenușiu
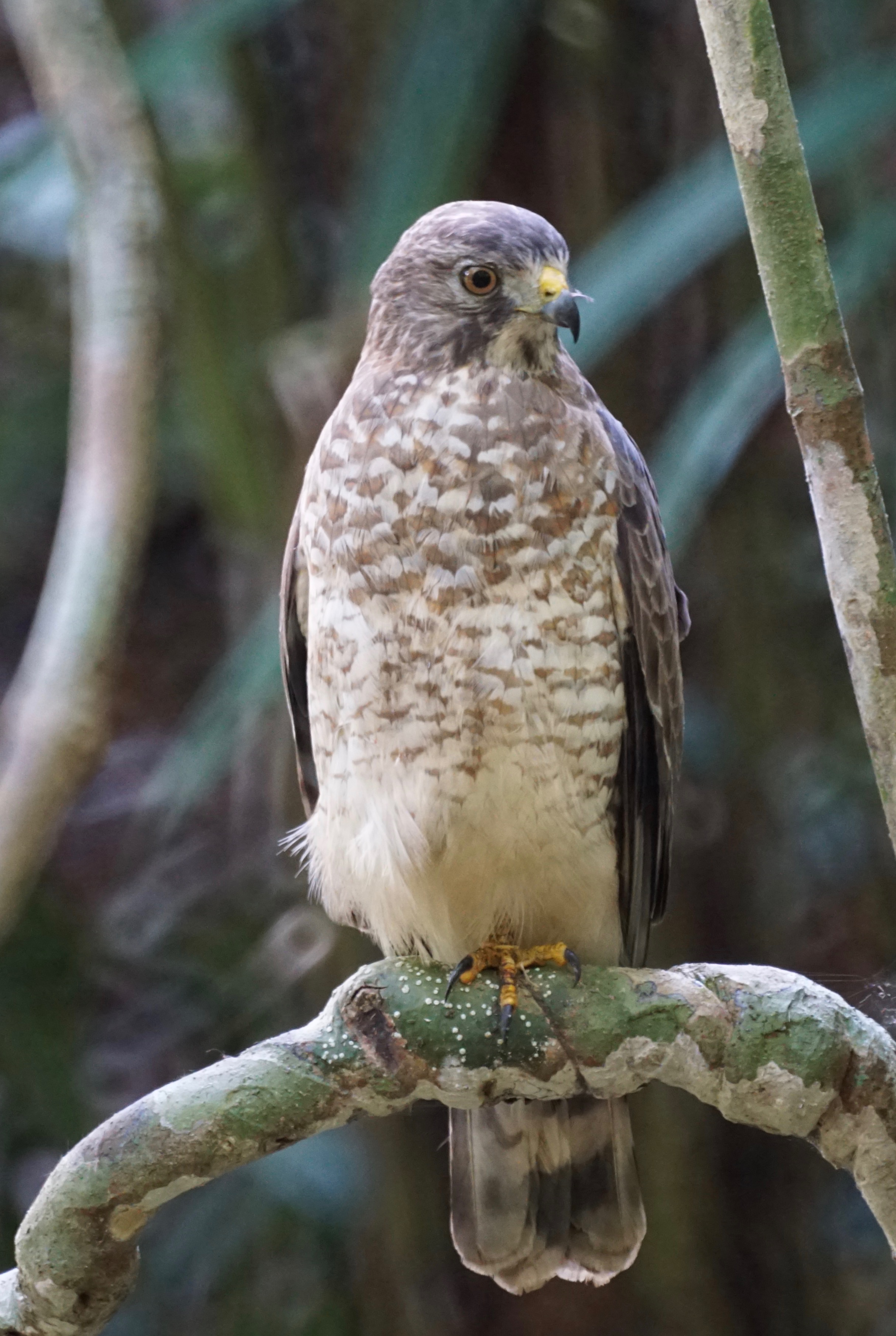
Șoim cu aripi largi
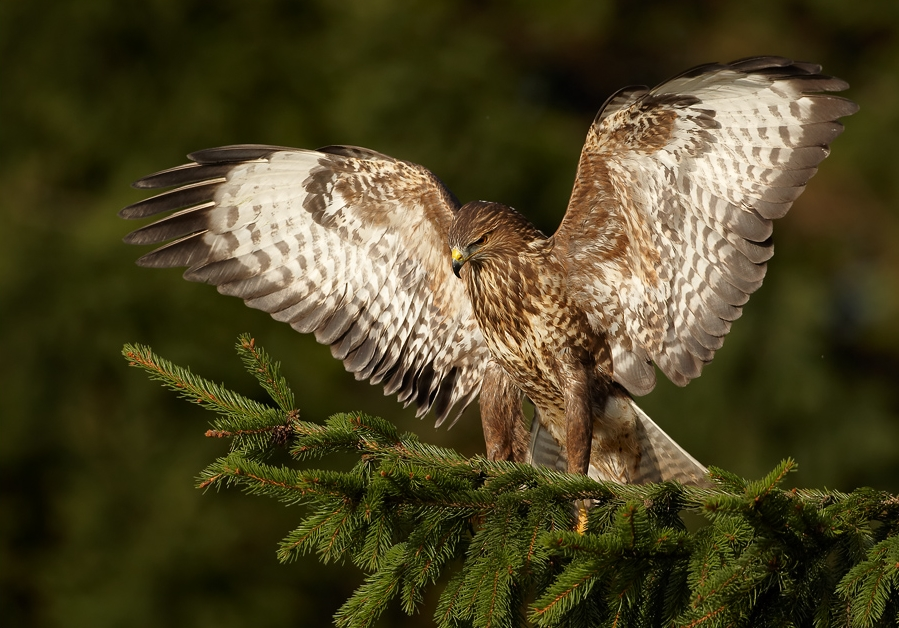
Șorecar comun
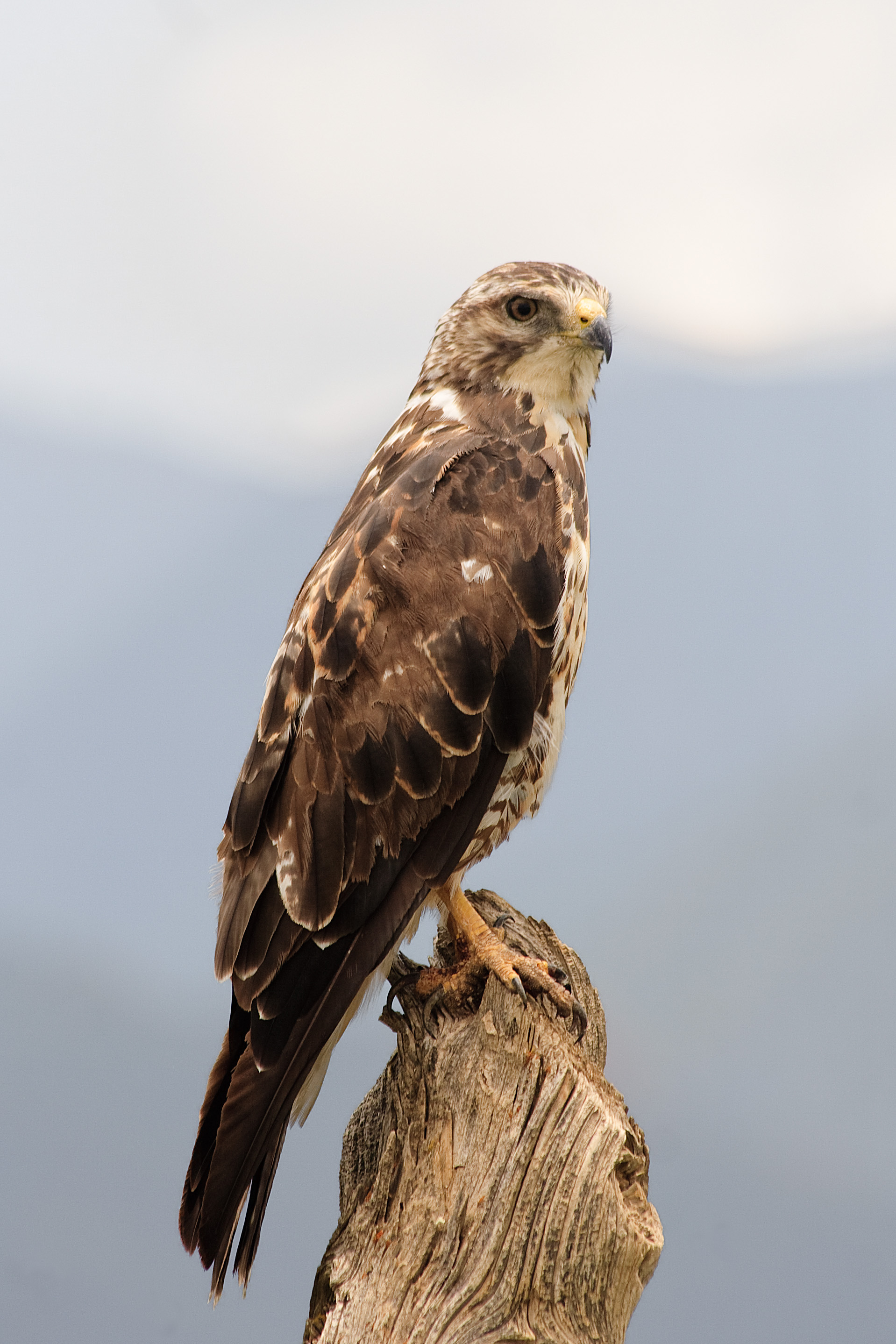
Buteo swainsoni